# 今、話したい誰かがいる
『今、話したい誰かがいる』（いま、はなしたいだれかがいる）は、日本の女性アイドルグループ乃木坂46の楽曲。2015年10月28日に乃木坂46の13作目のシングルとしてN46Div.から発売された。秋元康が作詞、Akira SunsetとAPAZZIが作曲した。楽曲のセンターポジションは白石麻衣と西野七瀬が務めた。

## 背景とリリース
DVD付属のType-A・B・C、CDのみの通常盤・ここさけ盤の5形態で発売。初回仕様限定特典として全国握手会イベント参加券またはスペシャルプレゼント応募券1枚、メンバー生写真1枚、ここさけ盤特典として全国握手会イベント参加券またはスペシャルプレゼント応募券1枚、アニメーション映画『心が叫びたがってるんだ。』のデジパック仕様、キャラクターカード1枚が封入された。
歌詞は『心が叫びたがってるんだ。』の脚本を担当した岡田麿里が秋元康に映画の内容を説明することにより、作品に沿った「ドンピシャの歌詞」が書き下ろされ、映画のストーリーとつながる構成になっている。幼い頃、何気なく発した言葉によって家族をバラバラにさせてしまい、喋るとお腹の痛くなる呪いをかけられた主人公・成瀬順の苦しみが「何も欲しいと言わなければ 永遠に傷つかずに済む」という歌詞によって語られ、そうして孤独をよしとし、目立たぬように生きてきた主人公が高校の実行委員に任命されたのを契機に、仲間と2人で一本のコーラを飲み交わし、ブランコの好きだった主人公に「君とだったら シーソー乗ってみよう」と感情の変化が生じていくさまが描かれている。
ダンスは拍をずらしながら時間差で同じ振付を踊るカノンが用いられた。2015年8月31日に明治神宮野球場で開催された『真夏の全国ツアー2015』で初披露、2015年10月23日に『ミュージックステーション』（テレビ朝日）でテレビ初公開された。

## プロモーション
ヒット祈願キャンペーンとして、齋藤飛鳥・星野みなみが坂を駆けあがる企画「都内の坂道13本をダッシュで駆けあがろう!」、秋元真夏・生田絵梨花・西野七瀬・深川麻衣が北海道の太田山神社を参拝する企画「日本一過酷な神社を参拝」、衛藤美彩・白石麻衣・高山一実・橋本奈々未が出世魚を釣るために三浦市間口漁港を出航する企画「縁起のいい出世魚を獲って来る」が『乃木坂工事中』で放送された。

## アートワーク
| Type-A 表     | 白石麻衣・西野七瀬                                               |
| Type-A 裏     | 白石麻衣・西野七瀬                                               |
| Type-B 表     | 衛藤美彩・深川麻衣                                               |
| Type-B 裏     | 衛藤美彩・深川麻衣                                               |
| Type-C 表     | 秋元真夏・生田絵梨花・齋藤飛鳥・高山一実・橋本奈々未・星野みなみ |
| Type-C 裏     | 秋元真夏・生田絵梨花・齋藤飛鳥・高山一実・橋本奈々未・星野みなみ |
| 通常盤 表     | 生駒里奈・伊藤万理華・井上小百合・桜井玲香・松村沙友理・若月佑美 |
| 通常盤 裏     | 生駒里奈・伊藤万理華・井上小百合・桜井玲香・松村沙友理・若月佑美 |
| ここさけ盤 表 | 成瀬順                                                           |
| ここさけ盤 裏 | なし                                                             |

『心が叫びたがってるんだ。』の舞台である埼玉県秩父市で撮影された。撮影場所や制服衣装もその世界観に沿って、主人公たちとの距離感をコンセプトに片田舎で学生生活を送る風景を再現した。撮影はフォトグラファーの加藤アラタが担当した。
Type-Aは白石麻衣と西野七瀬が向かい合うかたちで遠くを見つめ、Type-Bは衛藤美彩と深川麻衣が携帯電話を手にバスに揺られている。Type-Cは選抜2列目のメンバーがバス停でバスを待ち、通常盤は選抜3列目のメンバーがベンチに腰掛けている。全タイプがつながる構成になっており、ショートフィルムのようなストーリー性を感じさせるジャケット写真になっている。

## チャート成績
本作はTSUTAYA、Billboard Japan Hot 100、Billboard Japan Hot Animation、Billboard JAPAN Top Singles Sales、オリコン週間CDシングルランキング、USENなどの週間チャートで初登場1位を獲得した。オリコン週間CDシングルランキングにおける乃木坂46のシングル1位獲得作品数は「おいでシャンプー」から12作連続、通算12作目となり、前作まで11作で並んでいたNMB48を抜き、女性アーティスト部門歴代単独4位に浮上した。初日推定売上は53万3533枚、初週推定売上は62万6905枚を記録し、前作「太陽ノック」の約60万9000枚の自己最高記録を更新した。またBillboard JAPAN Hot 100、Billboard Japan Hot Animationでは2週連続で首位を獲得した。
2015年11月、日本レコード協会からトリプル・プラチナ作品としてゴールドディスク認定され、年間推定売上枚数は68万6539枚を記録した。
その後、年をまたいで2016年1月11日付のオリコン週間CDシングルランキングで8位となり、7週ぶりにトップ10に返り咲くと、2016年1月18日付の同週間ランキングで4位、Billboard Japan Top Singles Salesで4位、Billboard Japan Hot Animationで1位を9週ぶりに獲得し、2016年7月時点でオリコンチャート登場回数27週を記録。

## ミュージック・ビデオ
今、話したい誰かがいる
監督：萩原健太郎、クリエイティブディレクター：澤本嘉光
9月中旬に山梨県および静岡県で撮影された。『心が叫びたがってるんだ。』のストーリーとつながっており、ダンススクールを外から眺めるしかなかった耳の聞こえない大学生・西野七瀬が、手話を通じて白石麻衣を中心とするダンススクールの生徒たちとコミュニケーションを図りながら、ダンス大会を目指す内容になっている。ダンス大会用のTシャツは西野七瀬がデザインした。日の経過を表現するため、用意された衣装は100着以上、白石麻衣の通学するダンススクールの生徒たちが走るシーンは様々な角度からの映像を必要としたため、10本ほど繰り返して撮影された。フルバージョンのミュージック・ビデオが10月5日から28日午前0時0分まで公式YouTubeチャンネルで期間限定公開された。
嫉妬の権利
監督：井上強
片思いする女子の気持ちが歌われており、登場する21名の人物全員が誰かしらのことを想い、中元日芽香と堀未央奈が一緒に歩く姿に堀未央奈を想う北野日奈子が嫉妬したり、その北野日奈子に寺田蘭世が嫉妬するという学生生活における嫉妬の連鎖が描かれている。
ポピパッパパー
監督：丸山健志、衣装：bodysong.
9月下旬に都内のスタジオで撮影された。映像はメンバーがスタジオに入り、楽屋で着替え、ダンスの振りを練習する普段の姿を捉えた風景から始まる。”ポピパッパパー”は”乃木坂”をパ行に変換したもの。メンバーがカメラの前でフォーメーションを組んでスタンバイすると、パ行のみで構成されたサビを高速で歌いながら踊りだすリップシンクとダンスを追求した内容になっている。リップシンクのシーンはメンバーが苦戦し、合計5時間の撮影を要した。
大人への近道
監督：湯浅弘章
静岡県沼津市を中心に撮影された。母親が学生時代に経験したほろ苦い三角関係を通じて大人になっていく姿がドラマ仕立てで描かれており、母親の学生時代となる1980年代の雰囲気を出すために近代的な看板を古風な看板へと変更するなど細部の表現にこだわった。
悲しみの忘れ方

## メディアでの使用
今、話したい誰かがいる
映画『心が叫びたがってるんだ。』（2015年9月19日 公開、制作：A-1 Pictures、配給：アニプレックス）主題歌。2015年8月31日、乃木坂46のライブ『真夏の全国ツアー2015』の最終公演におけるアンコールで、本シングルの表題曲初披露後、同曲が映画『心が叫びたがってるんだ。』の主題歌に起用されたことが、VTRを通じて発表された。CMソングとしても起用され、9月30日にウェブ先行公開、10月3日からテレビ放送を開始した。
CM『From AQUA〜谷川連峰の天然水〜』（2015年10月10日 - 、JR東日本ウォータービジネス）主題歌。JR東日本ウォータービジネスの飲料水『From AQUA』のイメージキャラクターとして起用された。CMでは本シングルの十福神メンバーが出演し、ワイヤーによる合成映像を用いて、JRの駅で水を飲んだ十福神メンバーが妖精のように浮遊しながら谷川連峰へと飛んでいく。採水地の谷川岳は、白石麻衣の出身地である群馬県にある。9月29日に専用ウェブサイト『From AQUA×乃木坂46』を開設し、特別インタビューやメイキング映像が随時アップされた。10月5日、東日本旅客鉄道エリアにある約700台のエキナカ自動販売機「acure」の側面に、乃木坂46の13thシングル選抜メンバー16名分の大型グラフィックシートが掲示され、画面上で新CMが放映された。2015年12月1日から2016年2月29日、acureメンバーズ登録者を対象にオリジナルグッズが当たる『acureメンバーズになって、乃木坂46オリジナルグッズを当てよう！キャンペーン』が実施された。acureメンバーズに登録済のSuicaなどの交通系電子マネーを利用してログインした状態で商品を購入するとオリジナルデザインのルーレットゲームに挑戦でき、ルーレットに当たると「From AQUA」が1本サービスされたり、メンバー直筆のメッセージ画像が表示される。その他、ポイントを貯めて応募するとイベント参加券やペーパーフィギュアセットが当たる。2016年2月2日から16日まで、JR山手線で「From AQUA×乃木坂46」仕様のラッピング車両1編成（E231系500番台）が運行された。先頭車両正面はオリジナルロゴのヘッドマークを掲出し、外側にはメンバー16名のラッピングが施され、車両内のポスターやトレインチャンネルの映像も「From AQUA×乃木坂46」仕様となった。
ポピパッパパー
CM『Samantha Thavasa Petit Choice』（2015年10月28日 - 、サマンサタバサ）CMソング。
悲しみの忘れ方
映画『悲しみの忘れ方 Documentary of 乃木坂46』（2015年7月10日 公開 、東宝）主題歌。

## シングル収録トラック

### Type-A
| #         | タイトル                                  | 作詞      | 作曲                 | 編曲                 | 時間  |
| --------- | ----------------------------------------- | --------- | -------------------- | -------------------- | ----- |
| 1.        | 「今、話したい誰かがいる」                | 秋元康    | Akira Sunset、APAZZI | Akira Sunset、APAZZI | 4:24  |
| 2.        | 「嫉妬の権利」                            | 秋元康    | 丸山真由子           | 丸山真由子           | 5:18  |
| 3.        | 「ポピパッパパー」                        | 秋元康    | Akira Sunset、ha-j   | Akira Sunset、ha-j   | 4:02  |
| 4.        | 「今、話したい誰かがいる off vocal ver.」 |           | Akira Sunset、APAZZI | Akira Sunset、APAZZI | 4:24  |
| 5.        | 「嫉妬の権利 off vocal ver.」             |           | 丸山真由子           | 丸山真由子           | 5:18  |
| 6.        | 「ポピパッパパー off vocal ver.」         |           | Akira Sunset、ha-j   | Akira Sunset、ha-j   | 4:01  |
| 合計時間: | 合計時間:                                 | 合計時間: | 合計時間:            | 合計時間:            | 27:27 |

| #         | タイトル                               | 作詞      | 作曲・編曲 | 監督                 | 時間 |
| --------- | -------------------------------------- | --------- | ---------- | -------------------- | ---- |
| 1.        | 「今、話したい誰かがいる music video」 |           |            | 萩原健太郎           | 5:13 |
| 2.        | 「ポピパッパパー music video」         |           |            | 丸山健志             | 5:55 |
| 3.        | 「生田絵梨花」                         |           |            | 湯浅弘章             | 3:43 |
| 4.        | 「生駒里奈」                           |           |            | 山本篤彦             | 3:58 |
| 5.        | 「井上小百合」                         |           |            | 小林顕作             | 5:41 |
| 6.        | 「川後陽菜」                           |           |            | 横堀光範             | 5:21 |
| 7.        | 「川村真洋」                           |           |            | 鈴木智之、オンダユウ | 4:38 |
| 8.        | 「北野日奈子」                         |           |            | 大石タケシ、友久陽志 | 3:52 |
| 9.        | 「斉藤優里」                           |           |            | 森翔太               | 3:38 |
| 10.       | 「桜井玲香」                           |           |            | 西井舞               | 3:07 |
| 11.       | 「佐々木琴子」                         |           |            | 安部裕之             | 5:38 |
| 12.       | 「西野七瀬」                           |           |            | 山岸聖太             | 5:38 |
| 13.       | 「樋口日奈」                           |           |            | 藤田恭平             | 4:23 |
| 14.       | 「若月佑美」                           |           |            | キャラメル・ラテ     | 4:47 |
| 合計時間: | 合計時間:                              | 合計時間: | 65:32      |                      |      |

### Type-B
| #         | タイトル                                  | 作詞      | 作曲                 | 編曲                 | 時間  |
| --------- | ----------------------------------------- | --------- | -------------------- | -------------------- | ----- |
| 1.        | 「今、話したい誰かがいる」                | 秋元康    | Akira Sunset、APAZZI | Akira Sunset、APAZZI | 4:24  |
| 2.        | 「嫉妬の権利」                            | 秋元康    | 丸山真由子           | 丸山真由子           | 5:18  |
| 3.        | 「大人への近道」                          | 秋元康    | 古川貴浩             | 古川貴浩             | 5:17  |
| 4.        | 「今、話したい誰かがいる off vocal ver.」 |           | Akira Sunset、APAZZI | Akira Sunset、APAZZI | 4:24  |
| 5.        | 「嫉妬の権利 off vocal ver.」             |           | 丸山真由子           | 丸山真由子           | 5:18  |
| 6.        | 「大人への近道 off vocal ver.」           |           | 古川貴浩             | 古川貴浩             | 5:16  |
| 合計時間: | 合計時間:                                 | 合計時間: | 合計時間:            | 合計時間:            | 29:57 |

| #         | タイトル                               | 作詞      | 作曲・編曲 | 監督                         | 時間  |
| --------- | -------------------------------------- | --------- | ---------- | ---------------------------- | ----- |
| 1.        | 「今、話したい誰かがいる music video」 |           |            | 萩原健太郎                   | 5:13  |
| 2.        | 「大人への近道 music video」           |           |            | 湯浅弘章                     | 11:28 |
| 3.        | 「秋元真夏」                           |           |            | 若松雅也                     | 5:04  |
| 4.        | 「伊藤かりん」                         |           |            | 平井健太                     | 6:03  |
| 5.        | 「伊藤純奈」                           |           |            | 雨宮恒平                     | 2:55  |
| 6.        | 「伊藤万理華」                         |           |            | 熊坂出                       | 5:04  |
| 7.        | 「齋藤飛鳥」                           |           |            | 月田茂、高橋ヨーコ、柴谷麻以 | 4:28  |
| 8.        | 「白石麻衣」                           |           |            | 林隆行                       | 5:10  |
| 9.        | 「寺田蘭世」                           |           |            | セキリュウジ                 | 3:58  |
| 10.       | 「中元日芽香」                         |           |            | マツナガヒロアキ             | 4:03  |
| 11.       | 「永島聖羅」                           |           |            | 三枝友彦                     | 3:42  |
| 12.       | 「星野みなみ」                         |           |            | 伊江なつき                   | 3:46  |
| 13.       | 「山崎怜奈」                           |           |            | 澤口明宏                     | 3:26  |
| 14.       | 「渡辺みり愛」                         |           |            | 水落豊                       | 4:00  |
| 合計時間: | 合計時間:                              | 合計時間: | 68:20      |                              |       |

### Type-C
| #         | タイトル                                  | 作詞      | 作曲                 | 編曲                 | 時間  |
| --------- | ----------------------------------------- | --------- | -------------------- | -------------------- | ----- |
| 1.        | 「今、話したい誰かがいる」                | 秋元康    | Akira Sunset、APAZZI | Akira Sunset、APAZZI | 4:24  |
| 2.        | 「嫉妬の権利」                            | 秋元康    | 丸山真由子           | 丸山真由子           | 5:18  |
| 3.        | 「悲しみの忘れ方」                        | 秋元康    | 近藤圭一             | 久下真音             | 4:29  |
| 4.        | 「今、話したい誰かがいる off vocal ver.」 |           | Akira Sunset、APAZZI | Akira Sunset、APAZZI | 4:24  |
| 5.        | 「嫉妬の権利 off vocal ver.」             |           | 丸山真由子           | 丸山真由子           | 5:18  |
| 6.        | 「悲しみの忘れ方 off vocal ver.」         |           | 近藤圭一             | 久下真音             | 4:28  |
| 合計時間: | 合計時間:                                 | 合計時間: | 合計時間:            | 合計時間:            | 28:21 |

| #         | タイトル                               | 作詞      | 作曲・編曲 | 監督           | 時間 |
| --------- | -------------------------------------- | --------- | ---------- | -------------- | ---- |
| 1.        | 「今、話したい誰かがいる music video」 |           |            | 萩原健太郎     | 5:13 |
| 2.        | 「嫉妬の権利 music video」             |           |            | 井上強         | 6:06 |
| 3.        | 「衛藤美彩」                           |           |            | 金子直樹       | 5:04 |
| 4.        | 「斎藤ちはる」                         |           |            | カワシマナオト | 5:06 |
| 5.        | 「相楽伊織」                           |           |            | 森田一平       | 5:04 |
| 6.        | 「新内眞衣」                           |           |            | 中島望         | 4:43 |
| 7.        | 「鈴木絢音」                           |           |            | 望月直         | 3:12 |
| 8.        | 「高山一実」                           |           |            | 頃安祐良       | 5:24 |
| 9.        | 「中田花奈」                           |           |            | 森澤透馬       | 5:12 |
| 10.       | 「能條愛未」                           |           |            | 荒船泰廣       | 5:04 |
| 11.       | 「橋本奈々未」                         |           |            | 中村太洸       | 5:52 |
| 12.       | 「深川麻衣」                           |           |            | 山岸聖太       | 5:14 |
| 13.       | 「堀未央奈」                           |           |            | 今泉力哉       | 5:04 |
| 14.       | 「松村沙友理」                         |           |            | 伊藤衆人       | 5:04 |
| 15.       | 「和田まあや」                         |           |            | あないかずひさ | 5:11 |
| 合計時間: | 合計時間:                              | 合計時間: | 76:33      |                |      |

### 通常盤・ここさけ盤
| #         | タイトル                                  | 作詞      | 作曲                    | 編曲                    | 時間  |
| --------- | ----------------------------------------- | --------- | ----------------------- | ----------------------- | ----- |
| 1.        | 「今、話したい誰かがいる」                | 秋元康    | Akira Sunset、APAZZI    | Akira Sunset、APAZZI    | 4:24  |
| 2.        | 「嫉妬の権利」                            | 秋元康    | 丸山真由子              | 丸山真由子              | 5:18  |
| 3.        | 「隙間」                                  | 秋元康    | Akira Sunset、Carlos K. | Akira Sunset、Carlos K. | 5:02  |
| 4.        | 「今、話したい誰かがいる off vocal ver.」 |           | Akira Sunset、APAZZI    | Akira Sunset、APAZZI    | 4:24  |
| 5.        | 「嫉妬の権利 off vocal ver.」             |           | 丸山真由子              | 丸山真由子              | 5:18  |
| 6.        | 「隙間 off vocal ver.」                   |           | Akira Sunset、Carlos K. | Akira Sunset、Carlos K. | 5:01  |
| 合計時間: | 合計時間:                                 | 合計時間: | 合計時間:               | 合計時間:               | 29:27 |

### Special Edition
| #         | タイトル                   | 作詞      | 作曲                    | 編曲                    | 時間  |
| --------- | -------------------------- | --------- | ----------------------- | ----------------------- | ----- |
| 1.        | 「今、話したい誰かがいる」 | 秋元康    | Akira Sunset、APAZZI    | Akira Sunset、APAZZI    | 4:24  |
| 2.        | 「嫉妬の権利」             | 秋元康    | 丸山真由子              | 丸山真由子              | 5:18  |
| 3.        | 「ポピパッパパー」         | 秋元康    | Akira Sunset、ha-j      | Akira Sunset、ha-j      | 4:02  |
| 4.        | 「大人への近道」           | 秋元康    | 古川貴浩                | 古川貴浩                | 5:17  |
| 5.        | 「悲しみの忘れ方」         | 秋元康    | 近藤圭一                | 久下真音                | 4:29  |
| 6.        | 「隙間」                   | 秋元康    | Akira Sunset、Carlos K. | Akira Sunset、Carlos K. | 5:02  |
| 合計時間: | 合計時間:                  | 合計時間: | 合計時間:               | 合計時間:               | 28:32 |

## 歌唱メンバー

### 今、話したい誰かがいる
（センター：白石麻衣・西野七瀬）
- 3列目：桜井玲香、若月佑美、生駒里奈、松村沙友理、伊藤万理華、井上小百合[91]
- 2列目：齋藤飛鳥、高山一実、橋本奈々未、生田絵梨花、秋元真夏、星野みなみ[91]
- 1列目：衛藤美彩、西野七瀬、白石麻衣、深川麻衣[91]

今作は前作の「太陽ノック」から2人少ない16人選抜である。福神は前回に引き続き、1列目と2列目を合わせた10人が「十福神」となり、9thシングル「夏のFree&Easy」から5作連続の十福神体制となる。生駒里奈は初、桜井玲香は8th「気づいたら片想い」以来の福神落ち、衛藤美彩と齋藤飛鳥は初福神。星野みなみは5th「君の名は希望」以来の福神復帰、前作メンバーだった斉藤優里と新内眞衣は今作の選抜メンバーから外れ、選抜メンバーが「ガールズルール」以来の全員1期生となった。

### 嫉妬の権利
（センター：中元日芽香・堀未央奈）
- 伊藤かりん、伊藤純奈、川後陽菜、川村真洋、北野日奈子、斎藤ちはる、斉藤優里、相楽伊織、佐々木琴子、新内眞衣、鈴木絢音、寺田蘭世、永島聖羅、中田花奈、中元日芽香、能條愛未、樋口日奈、堀未央奈、山崎怜奈、渡辺みり愛、和田まあや[26]

アンダーメンバーによる楽曲。

### ポピパッパパー
（センター：白石麻衣・西野七瀬）
- 3列目：桜井玲香、若月佑美、生駒里奈、松村沙友理、伊藤万理華、井上小百合[39]
- 2列目：齋藤飛鳥、高山一実、橋本奈々未、生田絵梨花、秋元真夏、星野みなみ[39]
- 1列目：衛藤美彩、西野七瀬、白石麻衣、深川麻衣[39]

歌唱メンバーは、表題曲の選抜メンバーと同じ。

### 大人への近道
（センター：堀未央奈、ユニット：サンクエトワール）
- 北野日奈子、寺田蘭世、中田花奈、中元日芽香、堀未央奈[65]

### 悲しみの忘れ方
（センター：生駒里奈）
- 秋元真夏、生田絵梨花、生駒里奈、伊藤万理華、井上小百合、衛藤美彩、齋藤飛鳥、斉藤優里、桜井玲香、白石麻衣、新内眞衣、高山一実、西野七瀬、橋本奈々未、深川麻衣、星野みなみ、松村沙友理、若月佑美[26]

前作「太陽ノック」の選抜メンバー。

### 隙間
（センター：西野七瀬）
- 伊藤万理華、井上小百合、斉藤優里、桜井玲香、中田花奈、西野七瀬、若月佑美[94]

6thシングル「ガールズルール」Type-Cに収録されている「他の星から」、9thシングル「夏のFree&Easy」通常盤に収録されている「僕が行かなきゃ誰が行くんだ?」と同メンバー。